# Monstro do Grande Lago

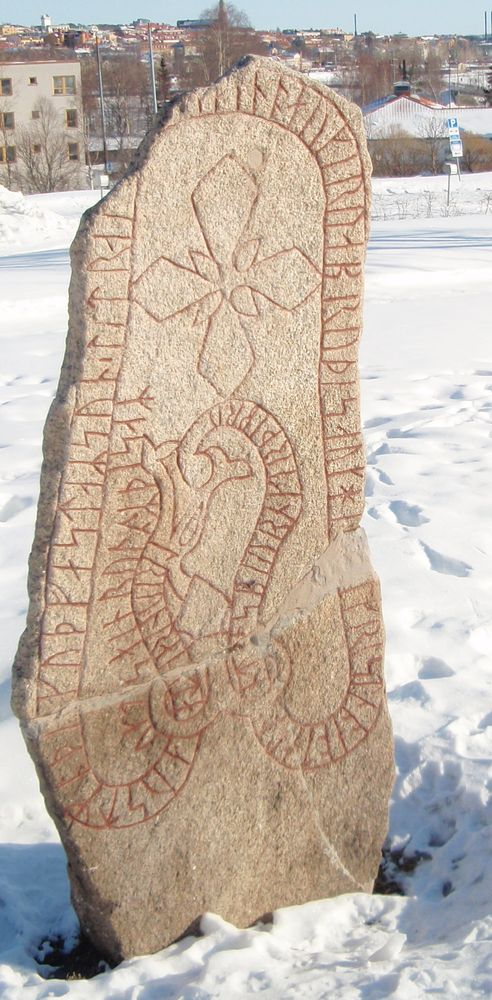
A Pedra Rúnica de Frösö, do séc. XI, com a imagem de um dragão-serpente.

O Monstro do Grande Lago (em sueco: Storsjöodjuret;  PRONÚNCIA) é um monstro aquático lendário que vive presumivelmente na proximidade da ilha Frösön no lago Storsjön, situado no centro da província histórica da Jämtland. Segundo a tradição, tem uns 10 metros de comprimento, um corpo de serpente, com escamas cinzento-verdes, duas ou três bossas, e uma cabeça de cão.
A primeira referência conhecida ao Monstro do Grande Lago (Storsjöodjuret) data de 1635, e está incluída numa história de trolls escrita pelo reverendo Mogens Pedersen, que o associou à Pedra rúnica de Frösö, onde existe uma imagem de um dragão com forma de serpente. No século XIX há numerosos relatos de observações feitas sobretudo no verão. Ao todo, existem mais de 200 pretensos testemunhos, produzidos por mais de 500 pessoas.
Parece ser extremamente difícil ver o monstro. Todavia existem 8 pontos de observação à volta do lago, onde os interessados podem perscrutar as suas águas, e possivelmente ter a sorte de poder ver o imponente monstro. Mais recentemente, em 2008, foram instaladas 4 câmeras web e 1 câmera térmica, e foi feita uma possível observação filmada e divulgada no Youtube (https://www.youtube.com/watch?v=8qqdBNxecXk).

Em busca de uma explicação, a hipótese mais lançada é de que se trataria de um siluro, um peixe de água doce que pode atingir os 5 metros. Esta ideia é todavia refutada pelos especialistas. Outra opinião é de que se trataria de uma espécie de lagarto gigantesco, sobrevivente da Era dos Dinossauros.